# Никитин, Антон Владимирович
Антон Владимирович Никитин (укр. Нікітін Антон Володимирович) (17 января 1978, Киев, УССР, СССР) — украинский медиаменеджер, продюсер, сценарист. Член Правления ЧАО «Телеканал» Интер", главный редактор телеканала «Интер». Кандидат юридических наук, член Союза журналистов Украины.

## Биография

### Образование, работа в медиа
Антон Никитин окончил Национальную академию внутренних дел Украины. Непродолжительное время работал участковым, потом следователем в Шевченковском райуправлении МВД Киева. Преподавал теорию государства и права, юридическую психологию, юридическую социологию, римское и конституционное право в Национальной академии внутренних дел Украины и других вузах.
Автор статей по философии, правоведении, психологии, социологии.
Из органов внутренних дел уволился в 2005 году в звании капитана. Кандидат юридических наук.
В журналистику пришел в конце 2001 года, получив предложение о работе в агентстве «Профи ТВ» в качестве редактора. Затем снимал фильмы на политическую тематику, освещал избирательные кампании, был сценаристом.
С 2005 года работал на украинском телеканале К1 — занимал должность руководителя информационно-аналитического отдела, затем — главного редактора. Эту должность Антон Никитин занимал до начала 2007 года.
С 2007 по 2009 Никитин возглавлял компанию «Национальные информационные системы», объединявшую информационные службы телеканалов «Интер» и К1. В это время генеральным продюсером телеканалов была Анна Безлюдная. Её команда, вывела «Интер» в абсолютные лидеры информационного пространства Украины. Летом 2007 года отдельные выпуски программы «Подробности» выходили с долей 42 % (18+ вся Украина).
Антон Никитин представлял телеканал «Интер», как номинанта престижной телевизионной премии EMMY в 2009 году (за освещение грузино-российской войны 2008 г.). Это единственный случай, когда телекомпания постсоветского пространства была отмечена Американской телевизионной академией.
С 2009 по 2013 гг. — сценарист и главный редактор телевизионного агентства «Профи ТВ». Снимал документальное кино для украинских и российских телеканалов.
С февраля 2013 г. — член Правления телеканала «Интер», главный редактор телеканала «Интер».
С 2013 года является одним из соавторов концерта «Победа одна на всех» (телеканал «Интер»), а также соавтором телемарафона «Наша Победа» (телеканал «Интер»).
С 29 декабря по 23 марта 2014 гг. — руководил информационным вещанием «Интера», занимал должность директора компании «Национальные информационные системы».
В 2015 году Антон Никитин стал автором идеи проекта «Люди Победы».

## Фильмография
Антон Никитин является автором и главным редактором ряда документальных проектов телевизионного агентства «Профи ТВ»: «Война и мир. Оккупация»(5 канал, Санкт-Петербург), «Война и мир. Эвакуация» (телеканал «Интер»), «Перекоп», «Большой российский исход» (5 канал, Санкт-Петербург, «Война против своих» (2 серии), «Сталин против Красной армии» (НТВ), «Святые и праведники ХХ столетия» (соавтор сценария четырёх фильмов: «Кукша Одесский», «Амфилохий Почаевский», «Лаврентий Черниговский», «Алексей Глаголев» (НТН), «Патриарх», «Молитва за Победу» (в соавторстве с Ингой Балицкий), «Буковина под защитой любви», «Крещение».
В апреле 2013 г. свет увидела документальная картина об украинской певице Квитке Цисык — «Квитка. Голос в единственном экземпляре». Антон Никитин выступил главным редактором ленты.
В 2014 году принял участие в создании документального фильма «Блаженнейший Владимир» (в соавторстве с Ю. Молчановым и А. Лукьяненко).
В 2016 году Никитин принял участие в создании документального фильма «778 дней без своих» (в соавторстве с Е. Высоцким).
В 2017 г. телеканал «Интер» снял фильм «Бомбы, которые взорвали мир» об одной из самых трагических страниц жизни современной Европы — событиях в бывшей Югославии. Антон Никитин выступил автором идеи и соавтором сценария вместе с Д. Чистяковым.
В январе 2018 года в эфир телеканала «Интер» вышла лента «От Рождества до Крещения», её главным редактором стал Антон Никитин.
В 2018 году принял участие в создании документального фильма «Петр Толочко. Учебник истории» (в соавторстве с Д. Чистяковым).
В 2020 году на «Интере» вышел проект «Цой жив. 30 лет без "Кино"», главным редактором которого был Антон Никитин.
В 2020 году, к 75-летию освобождения лагеря смерти «Освенцим», вышел фильм «Auschwitz. Инструкция по НЕприменению», её главным редактором стал Антон Никитин.
В 2020 году вышел проект «Черногория. Битва за православие», главным редактором которого был Антон Никитин.
В ноябре 2020 года, к 75-летию начала Нюрнбергского процесса, под руководством Антона Никитина был создан документальный проект «Нюрнбергский процесс. Без права на помилование». Проект был удостоен наград фестивалей «Евразия.DOC» и «Радонеж».
В мае 2021 года, к 130-летию со Дня рождения Михаил Булгакова, на телеканале «Интер» вышел фильм «Булгаков. Великий киевлянин», главным редактором которого был Антон Никитин.
В июне 2021 на телеканале «НТН» вышел фильм «Святитель Иоанн. Возвращение домой», проект продюсировал Антон Никитин.
В сентябре 2021 года на «Интер» вышел фильм «Адмирал Нахимов. Спасите наши души», Антон Никитин был главным редактором картины.
В сентябре 2021 года вышел проект «Ленинград. Дорога жизни», приуроченный к 80-летию начала блокады Ленинграда. Главным редактором проекта был Антон Никитин.
Кроме того, под руководством Антона Никитина агентством «Профи ТВ» было создано несколько документальных фильмов на религиозную тематику: «Патриарх», посвященный 65-летию Святейшего Патриарха Кирилла, «Молитва за Победу» (в соавторстве с Ингой Балицкий) — лента о Русской православной Церкви во время Великой Отечественной войны, «Буковина под защитой любви» о православной истории Буковины, «Крещение».

## Общественная деятельность
Антон Никитин является активным участником благотворительного фонда «Интер — детям».

## Награды и звания
В октябре 2013 г. Гран-при международного фестиваля православного кино «Покров» получил документальный фильм «Крещение», автором идеи которого стал Антон Никитин.
В сентябре 2017 г. документальный фильм «Тысяча лет на Афоне» (автор Антон Никитин), стал лауреатом международного фестиваля «ТЭФИ-Содружество» (Беларусь, Минск).
В октябре 2018 г. документальный проект об истории Киево-Печерской Лавры «Киево-Печерская Лавра. Фотография тысячелетия» (авторы Антон Никитин и Ольга Марикуца) получил награду международного фестиваля «ТЭФИ-Содружество» (Узбекистан, г. Ташкент).
 
В ноябре 2018 года Украинская Православная Церковь наградила Антона Никитина орденом Преподобного Нестора Летописца I степени.
В июне 2019 года Митрополит Киевский и всея Украины Онуфрий вручил Антону Никитину орден святителя Петра Могилы.
Проект «Auschwitz. Инструкция по НЕприменению» был удостоен гран-при фестиваля «Киноассамблея на Днепре»  и специального приза жюри XXV Международного фестиваля кинофильмов и телепрограмм «Радонеж»
Проект «Нюрнбергский процесс. Без права на помилование» был удостоен наград фестивалей «Евразия.DOC» и «Радонеж».
Проекты «Нюрнбергский процесс. Без права на помилование», «Черногория. Битва за православие» и «Цой жив. 30 лет без "Кино"» были удостоены премий фестиваля «Киноассамблея на Днепре».